# 신티아 파뇌프

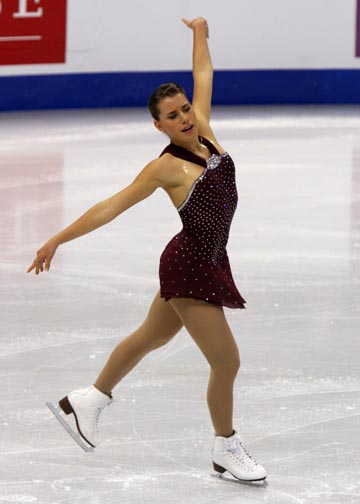
신티아 파뇌프

신티아 파뇌프(프랑스어: Cynthia Phaneuf, 1988년 1월 16일~)는 캐나다의 여자 피겨 스케이팅 선수이다.
여자 싱글 부문에서 2004년 캐나다 선수권에서 조아니 로셰트를 제치고 우승하며 주목받았다. 그러나 그 다음해부터 조아니 로셰트에게 밀리고 있다. 2006년에는 부상으로 2006년 동계 올림픽 출전권이 걸린 캐나다 선수권에도 참가하지 못하는 등 활동을 중단했다. 그 다음 시즌에 복귀했고, 2009년 캐나다 선수권에서 다시 2위를 했고, 2010년 선수권에서도 2위에 올라 조아니 로셰트와 함께 2010년 동계 올림픽에 참가하였다. 그는 올림픽에서 12위에 올랐다. 올림픽 직후 열린 세계 선수권에서는 5위를 하였다.